# Probaryconus maculipennis
Probaryconus maculipennis är en stekelart som först beskrevs av William Harris Ashmead 1894.  Probaryconus maculipennis ingår i släktet Probaryconus och familjen Scelionidae. Inga underarter finns listade i Catalogue of Life.